# Въглевци
Въглевци е село в Северна България. То се намира в община Велико Търново, област Велико Търново.

## География
Село Въглевци се намира в полите на Стара планина, на 25 км южно от Велико Търново.
През селото преминава републикански път II-55, един от няколкото, свързващи Северна с Южна България. Този път пресича Стара планина при прохода на Републиката /Хаинбоаз/. Частта на пътя през прохода Хаинбоаз е построена по време на бригадирското движение 1946-56 г. През 2007-09 г. път II-55 е разширен и реконструиран да отговаря на съвременните изисквания за транспорт и движение на МПС. От с. Вонеща вода има път за Трявна и Габрово.

## История
Името на селото произлиза от препитанието на хората, които са живели там. Точната година за възникване на селото е неизвестна, предполага се по време на османската власт. Първи заселници са българи, дошли откъм Троян. Преследвани от турците, девет братя се заселват около село Стражата, намиращо се във Фъревската енория. Занимавали се със скотовъдство. Трудно живеели и се разпръснали наоколо, като всеки избрал място и построил къща. И така се появили махали като Белчовци, Йовчевци, Дамяновци, Райковци и др., носещи имената на първите заселници. Поживели и видели, че снегът по-бързо се топи в по-ниската част, където се намира днешното село Въглевци. Първозаселените се занимавали с бащиния занаят – скотовъдството, но започнали да правят дървени въглища /кюмюр/, които носели на гръб до Търново и продавали на казанджиите. Последните купили магарета на кюмюрджиите, за да им носят по-бързо въглищата. Именно произвеждането на дървени въглища е дало името на селото – Въглевци.
Постепенно около селото се появяват няколко махали – Бояновци, Радковци, Дечковци, Таслаците на името на първозаселения на съответното място. Селото Гащевци произлиза от това, че за пръв път обуват гащи, дотогава ходели с дълги аби. Пожерник се нарича така, защото често там избухвали пожари. След като се установили и увеличили населението, хората от Въглевци решили да си построят църква. Издействали ферман от турската власт през 1859 г. През 1860 г. църквата „Св. Параскева“ е завършена. Осветена е на Петковден през 1861 г.от гръцки владика. Църквата по-късно е посетена и от митрополит Антим, а през 1879 г. митрополит Филип ръкополага местен свещеник.
От 1861 до 1879 г. в „Св. Параскева“ са служили свещеници от Килифаревския манастир – поп Иван и неговият син поп Петър. От 1879 г. свещенослужител на храма става Михаил Маринов. От 1928 г. поема синът му поп Михаил Попов. През 1989 г. селото достига 180 къщи. От създаването на селото, както и в съседните махали, освен българско население други етноси не е имало.
В двора на църквата е построено първото килийно училище, там се намира и паметникът на загиналите в Балканската война 1912-1913 г., издигнат от майстор Руси Тодоров през 1914 г.

## Население
Численост на населението според преброяванията през годините:
| \| Година на преброяване \| Численост \| \| --------------------- \| --------- \| \| 1934 \| 329 \| \| 1946 \| 312 \| \| 1956 \| 259 \| \| 1965 \| 134 \| \| 1975 \| 108 \| \| 1985 \| 70 \| \| 1992 \| 63 \| \| 2001 \| 66 \| \| 2011 \| 38 \| \| 2021 \| 32 \| |           |
| Година на преброяване | Численост |
| 1934 | 329       |
| 1946 | 312       |
| 1956 | 259       |
| 1965 | 134       |
| 1975 | 108       |
| 1985 | 70        |
| 1992 | 63        |
| 2001 | 66        |
| 2011 | 38        |
| 2021 | 32        |

### Етнически състав
Преброяване на населението през 2011 г.
Численост и дял на етническите групи според преброяването на населението през 2011 г.:
|                     | Численост | Дял (в %) |
| Общо                | 38        | 100.00    |
| Българи             | 34        | 89.47     |
| Турци               | 3         | 7.89      |
| Цигани              | 0         | 0.00      |
| Други               |           |           |
| Не се самоопределят |           |           |
| Неотговорили        | 0         | 0.00      |

## Забележителности
През селото минава река Белица, хубава планинска река. Каменен трисводов мост е построен над реката в началото на ХХ век от майстори балканджии /майстор Димо/, който свързва не само селото, но и съседните махали. В реката има риба-мряна, кефал, раци и др.
В селото е построено и читалище „Събуждане“. Всички от селото, кой с каквото може, е помогнал за неговото изграждане. Има голям салон, сцена, на която преди се изнасяха представления от селската интелигенция и много самодейци представяха свои изпълнения по празниците.

## Редовни събития
В старо време се провеждали по Васильовден, Великден и Петковден
сборове, с много гости, гостени с вкусни манджи и черпени с хубава ракия и червено вино.
През 1989 г.се проведе последният голям събор на Петковден, събраха се много хора от цялата страна да си припомнят един за друг, да си спомнят детството и забравените обичаи. През 2012 г. отново се възобнови местния събор, който се провежда на Петковден храмовия празник на църквата „СВЕТА ПАРАСКЕВА“ с вкусен курбан, музика и танци от Кметския наместник на с. Въглевци - Илия Радев Илиев, БЛАГОДАРИМ ВИ.

## Личности
- Димо Колев Абаджиев (1854-1943) – опълченец от Руско-турската война от 1877-1878 година. Преселва се и живее в Попово след Освобождението.[5]
- Акад. Христо Даскалов (1903-1983)- растениевъд, генетик, селекционер, академик. Роден в с. Въглевци.

## Други
- От записките на поп Михаил Попов, октомври 1928 г.

### Кухня
Много добра и вкусна, когато е приготвена с балканските подправки.